# Nanopatch
Nanopatch est un système d'administration de vaccin, en cours de développement. Il est créé par Mark Kendall et son entreprise Vaxxas. Il vise à remplacer l'utilisation d'aiguilles et de seringues. La vaccination à l'aide cette nanotechnologie est plus facile à mettre en œuvre mais elle ne requiert que des doses 100 fois plus faibles.